# Mistress of the Robes

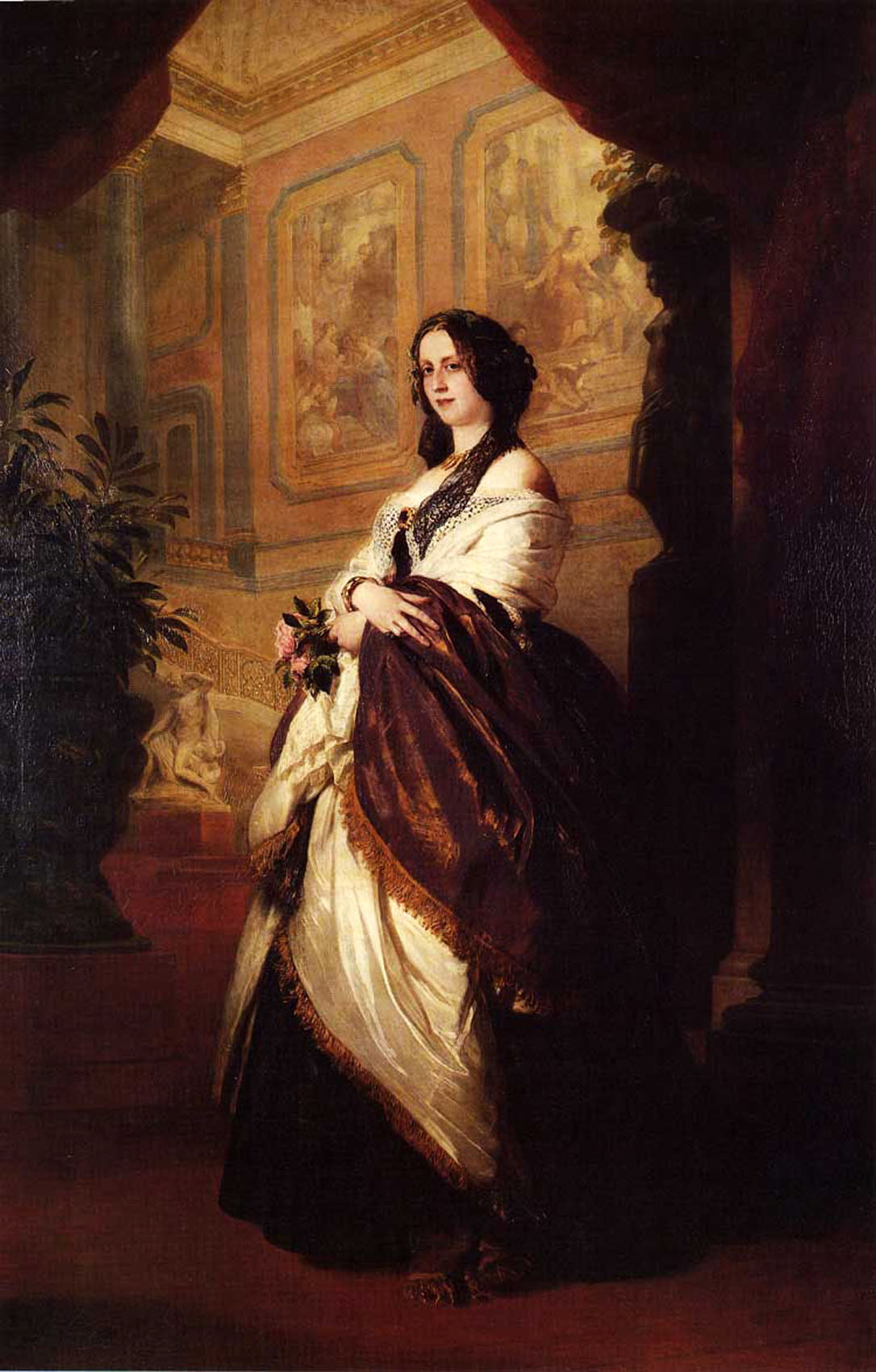
La duquesa de Sutherland, Mistress of the Robes de la reina Victoria.

Mistress of the Robes es una dama de compañía de alto rango dentro de la Corte Británica. Anteriormente (como lo indica su nombre, literalmente, Señora de los Ropajes) era la responsable de la ropa y la joyería de la reina, el puesto tiene ahora la responsabilidad de organizar los turnos de asistencia de las damas de honor de la Reina y diversas funciones en ceremonias de Estado. Antes, cuando la reina era una soberana reinante en lugar de reina consorte, la Mistress of the Robes, era nombrada por razones políticas. Sin embargo, esto no ha sucedido desde la muerte de la reina Victoria en 1901, y la reina Isabel II solo ha tenido dos Mistress of the Robes en más de cincuenta años de reinado. Una reina viuda tiene su propia Mistress of the Robes y, desde el siglo XVIII, la princesa de Gales tiene una también. Actualmente la Mistress of the Robes es casi siempre una duquesa.
- Datos: Q930374